# Elecciones parlamentarias de Tuvalu de 2019

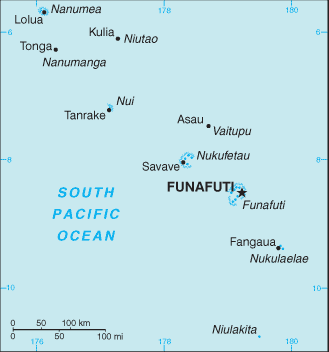
Mapa de Tuvalu que denota en negrillas la capital, Funafuti

Bandera de Tuvalu

Las elecciones parlamentarias se realizaron en Tuvalu el 9 de septiembre de 2019 y se eligieron a los 15 miembros del Parlamento de Tuvalu.
Hubo 37 candidatos que buscaban ser elegidos para el Parlamento, dos de los cuales eran mujeres: Valisi Alimau, que competía en el distrito electoral de Nukufetau , y Puakena Boreham que buscaba la reelección en el distrito electoral de Nui.
Cabe destacar que Tuvalu, con tan solo 26 km², es el cuarto país más pequeño del mundo tras Nauru, Mónaco y Ciudad del Vaticano.

## Sistema electoral
Los 15 miembros del Parlamento son elegidos en ocho distritos electorales utilizando escrutinio mayoritario uninominal. Siete islas son distritos electorales de dos asientos, mientras que Nukulaelae es un distrito electoral de un solo miembro. No hay partidos políticos y todos los candidatos se postulan como independientes.

## Resultados
En el distrito electoral de Nukufetau, el primer ministro interino, Enele Sopoaga, fue reelegido al Parlamento, sin embargo, Satini Manuella, Taukelina Finikaso y Maatia Toafa, que eran ministros, no fueron reelegidos. Siete nuevos miembros del Parlamento fueron elegidos.
Los candidatos que eran miembros incumbentes se señalan con asterisco (*), mientras que los candidatos en negrillas fueron elegidos miembros del parlamento.
Todos los candidatos fueron no-partidistas.
| Distrito electoral de Funafuti | Distrito electoral de Funafuti | Distrito electoral de Funafuti | Distrito electoral de Funafuti |
| Candidato                      | Votos                          | %                              |                                |
| ------------------------------ | ------------------------------ | ------------------------------ | ------------------------------ |
| Simon Kofe*                    | 374                            | 28.6                           |                                |
| Kausea Natano*                 | 355                            | 27.2                           |                                |
| Tuafafa Latasi                 | 349                            | 26.7                           |                                |
| Soloseni Penitusi              | 158                            | 12.0                           |                                |
| Luke Paeniu                    | 70                             | 5.3                            |                                |

| Distrito electoral de Nanumanga | Distrito electoral de Nanumanga | Distrito electoral de Nanumanga | Distrito electoral de Nanumanga |
| Candidato                       | Votos                           | %                               |                                 |
| ------------------------------- | ------------------------------- | ------------------------------- | ------------------------------- |
| Monise Lafai*                   | 366                             | 36.2                            |                                 |
| Minute Alapati Taupo            | 361                             | 35.7                            |                                 |
| Otinielu Tausi*                 | 284                             | 28.0                            |                                 |

| Distrito electoral de Nanumea | Distrito electoral de Nanumea | Distrito electoral de Nanumea | Distrito electoral de Nanumea |
| Candidato                     | Votos                         | %                             |                               |
| ----------------------------- | ----------------------------- | ----------------------------- | ----------------------------- |
| Ampelosa Manoa Tehulu         | 603                           | 37.4                          |                               |
| Timi Melei                    | 327                           | 20.3                          |                               |
| Tipelu Kauani                 | 266                           | 16.5                          |                               |
| Maatia Toafa*                 | 219                           | 13.6                          |                               |
| Satini Manuella*              | 198                           | 12.3                          |                               |

| Distrito electoral de Niutao | Distrito electoral de Niutao | Distrito electoral de Niutao | Distrito electoral de Niutao |
| Candidato                    | Votos                        | %                            |                              |
| ---------------------------- | ---------------------------- | ---------------------------- | ---------------------------- |
| Samuelu Teo*                 | 241                          | 18.0                         |                              |
| Katepu Laoi                  | 235                          | 17.5                         |                              |
| Polikapo Piloma Teaukai      | 231                          | 17.2                         |                              |
| Tefiti Telaaka Malau         | 198                          | 14.8                         |                              |
| Iopu Iupasi Kaisala          | 161                          | 12.0                         |                              |
| Itaia Lausaveve              | 155                          | 11.6                         |                              |
| Tavau Teii                   | 119                          | 8.9                          |                              |

| Distrito electoral de Nui | Distrito electoral de Nui | Distrito electoral de Nui | Distrito electoral de Nui |
| Candidato                 | Votos                     | %                         |                           |
| ------------------------- | ------------------------- | ------------------------- | ------------------------- |
| Puakena Boreham*          | 274                       | 24.9                      |                           |
| Mackenzie Kiritome*       | 249                       | 22.6                      |                           |
| Mataio Tekinene           | 239                       | 21.7                      |                           |
| Iakoba Italeli            | 219                       | 19.9                      |                           |
| Leneuoti Peau Maatusi     | 119                       | 10.8                      |                           |

| Distrito electoral de Nukufetau | Distrito electoral de Nukufetau | Distrito electoral de Nukufetau | Distrito electoral de Nukufetau |
| Candidato                       | Votos                           | %                               |                                 |
| ------------------------------- | ------------------------------- | ------------------------------- | ------------------------------- |
| Enele Sopoaga*                  | 491                             | 35.8                            |                                 |
| Fatoga Talama                   | 323                             | 23.5                            |                                 |
| Valisi Alimau                   | 285                             | 20.8                            |                                 |
| Afelee Falema Pita              | 273                             | 19.9                            |                                 |

| Distrito electoral de Nukulaelae | Distrito electoral de Nukulaelae | Distrito electoral de Nukulaelae | Distrito electoral de Nukulaelae |
| Candidato                        | Votos                            | %                                |                                  |
| -------------------------------- | -------------------------------- | -------------------------------- | -------------------------------- |
| Seve Paeniu                      | 199                              | 34.5                             |                                  |
| Namoliki S Neemia                | 182                              | 31.6                             |                                  |
| Bikenibeu Paeniu                 | 99                               | 17.1                             |                                  |
| Luuni Tinilau                    | 96                               | 16.7                             |                                  |

| Distrito electoral de Vaitupu | Distrito electoral de Vaitupu | Distrito electoral de Vaitupu | Distrito electoral de Vaitupu |
| Candidato                     | Votos                         | %                             |                               |
| ----------------------------- | ----------------------------- | ----------------------------- | ----------------------------- |
| Nielu Isake                   | 642                           | 34.0                          |                               |
| Isaia Vaipuna Taape*          | 494                           | 26.2                          |                               |
| Taukelina Finikaso*           | 425                           | 22.5                          |                               |
| Sam Panapa                    | 323                           | 17.1                          |                               |